# Park Pobědy (stanice metra v Moskvě)

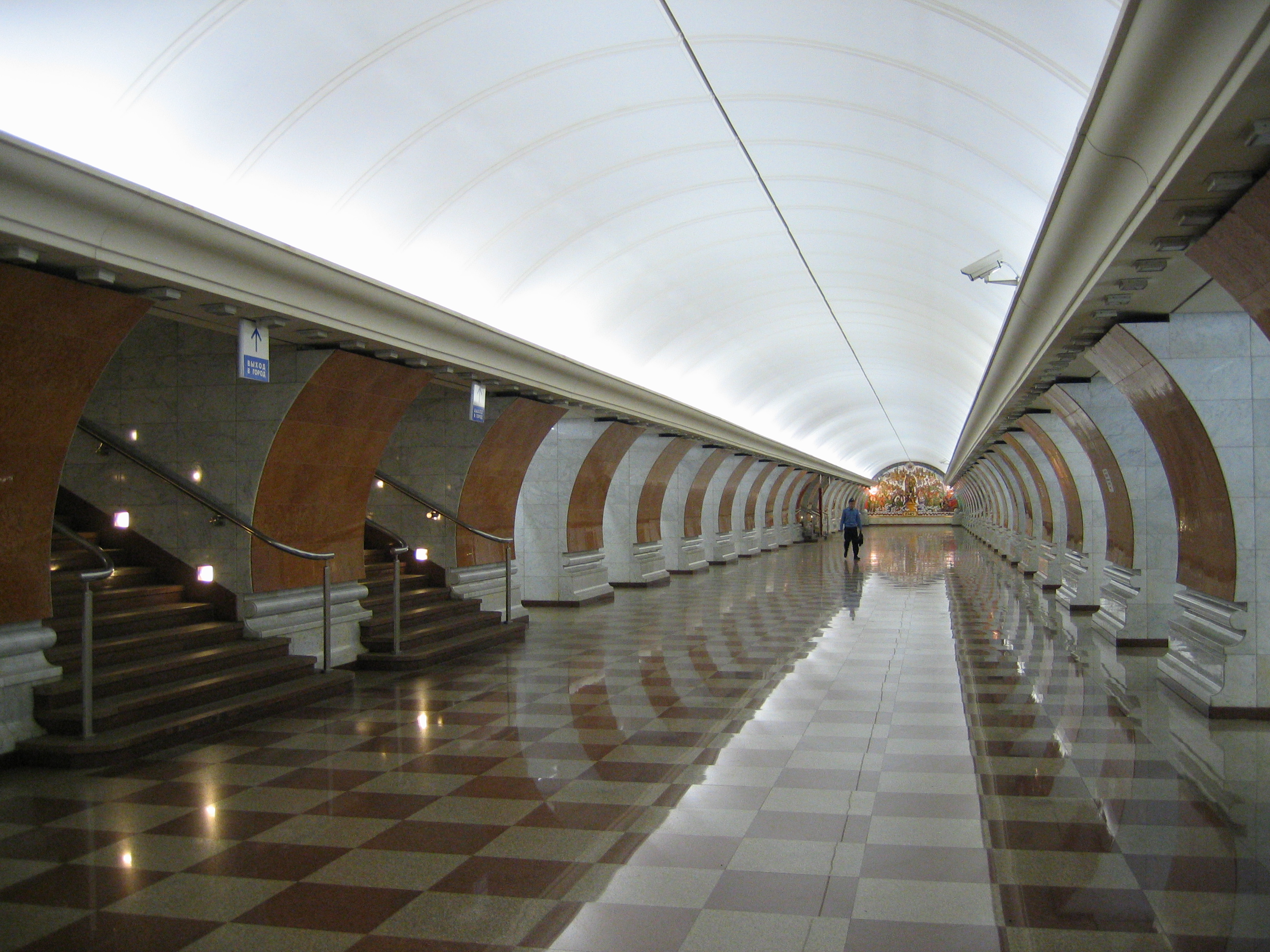
Nástupiště stanice

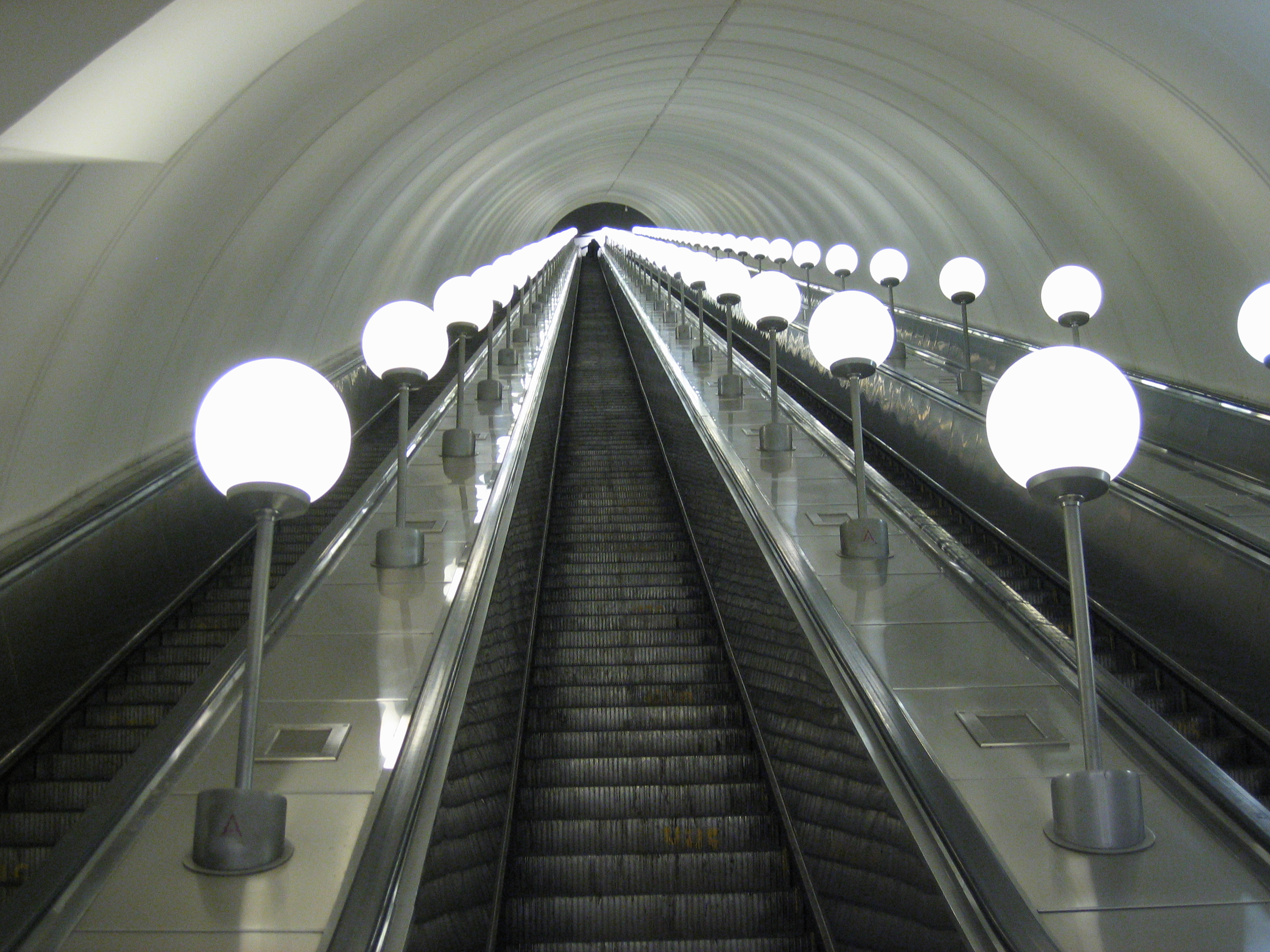
Nejdelší eskalátorový tunel

Park Pobědy (rusky Парк Победы, do češtiny pak přeložitelné jako Park Vítězství) je stanice moskevského metra.

## Charakter stanice
Park Pobědy je podzemní ražená trojlodní přestupní stanice. Do 7. ledna 2008 sloužila jako konečná pro linku Arbatsko-Pokrovskaja, nyní je na této lince průjezdná. Podle původních plánů tudy ale měly probíhat až čtyři linky, od ledna 2014 se jedná o přestupní stanici mezi Arbatsko-Pokrovskou linkou a západním fragmentem Kalininsko-Solncevské linky. Je postavena jako nejhlubší v celé síti metra, 73 m pod povrchem. Stanici tvoří dvě nástupiště, která jsou propojená přestupní chodbou vedenou nad úrovní obou stanic a kolmo k jejich ose; nástupiště jsou pak umístěna vedle sebe rovnoběžně. Vlaky Arbatsko-Petrovské linky zastavují na vnitřních kolejích obou nástupišť, zatímco vnější koleje jsou určeny pro vlaky Kalininsko-Solncevské linky. Stanice měla od svého otevření jeden výstup na povrch vedený eskalátorovým tunelem o délce 125 m z jižního nástupiště do podpovrchového vestibulu (je to nejdelší eskalátorový tunel v Evropě s eskalátory se 740 schody). Ze severně umístěného nástupiště je přímý výstup umožněn od března roku 2017, kdy byl otevřen nový eskalátorový tunel; při výstupu tudíž již není třeba užívat přestupní chodbu.
Hlavním tématem stanice při jejím ztvárnění bylo vítězství. V obou nástupištích (na místech kde končí střední loď) jsou umístěny mozaiky s motivem vítězství ruských či sovětských vojsk v letech 1812 a 1945. Ostatní prostory nástupiště jsou obloženy červeným a bílým mramorem; jednotlivá nástupiště se od sebe liší tím, že užití různých druhů mramoru je obráceno. Pro veřejnost se stanice otevřela 6. května roku 2003, stavěla se od roku 1986.